# Stanislav Griga
Stanislav Griga (né le 4 novembre 1961 à Žilina en Tchécoslovaquie (aujourd'hui en Slovaquie)) est un ancien joueur et entraîneur de football tchécoslovaque (slovaque).